# Mamming
Mamming är en kommun och ort i Landkreis Dingolfing-Landau i Regierungsbezirk Niederbayern i förbundslandet Bayern i Tyskland.
Kommunen ingår i kommunalförbundet Mamming tillsammans med kommunen Gottfrieding.